# Grup simètric

El graf de Cayley del grup simètric d'índex 4 (S₄)

En matemàtiques, el grup simètric d'un conjunt X, denotat per SX o Sim(X), és el grup format per totes les funcions bijectives de X a X amb la composició de funcions com a operació de grup, és a dir, dues funcions d'aquest tipus f i g es poden compondre per produir una funció bijectiva nova {\displaystyle f\circ g}, definida per {\displaystyle (f\circ g)(x)=f(g(x))} per a tot x de X. Fent servir aquesta operació, SX forma un grup. L'operació també s'escriu com fg (i de vegades també, encara que no en aquest article, com gf).

## Grups simètrics finits
En el cas particular que el conjunt X sigui finit, el seu grup simètric té particular interès
X = {1, ..., n},
El grup simètric que s'obté es nota per Sn.
Les permutacions de X formen el conjunt de les funcions bijectives. L'ordre del grup Sn és n! i no és abelià per a n > 2. De manera similar, el grup Sn és resoluble si i només si n ≤ 4. La resta d'aquest article tractarà de Sn.
Els subgrups de Sn s'anomenen grups de permutació.

## Composició de permutacions
L'operació de grup en un grup simètric és la composició de funcions; sovint s'omet el símbol {\displaystyle \circ }.
Hi ha diverses formes per denotar una permutació, una és escriure en una fila l'ordre natural dels elements i davall en un altre fila l'ordre que resulta en aplicar la funció a cada element. Per exemple la permutació:
{\displaystyle f={\begin{pmatrix}1&2&3&4&5\\3&2&1&5&4\end{pmatrix}}}
vol dir que: f(1) = 3, f(2) = 2, f(3) = 1, f(4) = 5, f(5) = 4, 
Si la permutació g és:
{\displaystyle g={\begin{pmatrix}1&2&3&4&5\\2&5&4&3&1\end{pmatrix}}}.
En compondre-les aplicant primer g i després f s'obté:
{\displaystyle fg=f\circ g={\begin{pmatrix}1&2&3&4&5\\2&4&5&1&3\end{pmatrix}}}.
Perquè f(g(1)) = f(2) = 2, f(g(2)) = f(5) = 4, i així successivament.

### Verificació dels axiomes de grup
Per comprovar que el grup simètric en un conjunt X és en efecte un grup, cal verificar els axiomes de grup: propietat associativa, element identitat i element invers. L'operació de composició de funcions és sempre associativa. La bijecció trivial que assigna cada element de X a si mateix és l'element identitat del grup. Totes les bijeccions tenen una funció inversa que desfà la seva acció, i així cada element d'un grup simètric té un element invers.

## Transposicions
Una transposició és una permutació que intercanvia dos elements i en manté tots els altres fixes, per exemple:
{\displaystyle \left({\begin{matrix}1&2&3&4&5\\3&2&1&4&5\\\end{matrix}}\right)}
És una transposició. Les transposicions es poden notar de manera abreviada indicant només els elements que intercanvien la seva posició, en aquest cas: (1 3. Totes les permutacions es poden escriure com a producte de transposicions; per exemple, la permutació g damunt es pot escriure com g = (1 5)(1 2)(3 4). Donat que g es pot escriure com a producte d'un nombre senar de transposicions, es diu que g és una permutació senar, mentre que f és una permutació parella.
La representació d'una permutació com a producte de transposicions no és única; tanmateix, el nombre de transposicions necessàries per representar una permutació donada és sempre parell o sempre senar.
Per veure això, s'agafa la funció P que fa correspondre a cada permutació al nombre de parelles {\displaystyle (i,j),i<j,} per a les quals {\displaystyle f(j)<f(i)}. Intuïtivament, això és el nombre total de vegades que cada un dels nombres {\displaystyle 1,\ldots ,n} ha de creuar sobre un altre nombre per arribar en la seva posició final; és independent de la forma en què s'escriu la permutació. De fet, la paritat de {\displaystyle P(f)} correspon a la de la permutació f, com es demostrarà tot seguit. N'hi ha prou amb demostrar que per a una transposició {\displaystyle (a~b)}, {\displaystyle P(a~b)=2(b-a)+1}, que és senar. A més, {\displaystyle P(f(a~b))} té paritat oposada a {\displaystyle P(f(a~b))} o, ja que cal sumar o restar {\displaystyle P(a~b)}. Així si s'escriu f com a producte {\displaystyle f_{1}f_{2}\ldots f_{m}} de transposicions la paritat de {\displaystyle P(f)} és la mateixa que la paritat de m. Això demostra que, donats dos productes qualssevol de transposicions que produeixen la mateixa permutació, els seus nombres respectius de transposicions han de tenir la mateixa paritat.
El producte de dues permutacions parelles és parella, el producte de dues permutacions senars és senar, i tots els altres productes són senars. Així es pot definir el signe d'una permutació:
{\displaystyle \operatorname {sgn} (f)=\left\{{\begin{matrix}+1,&{\mbox{si }}f{\mbox{ és parell}}\\-1,&{\mbox{si }}f{\mbox{ és senar}}.\end{matrix}}\right.}
Amb aquesta definició,
sgn: Sn → {+1, –1}
és un homomorfisme de grups ({+1, -1} és un grup amb la multiplicació, on +1 és e, l'element neutre). El nucli d'aquest homomorfisme (és a dir el conjunt de totes les permutacions parelles) s'anomena el grup alternat An. És un subgrup normal de Sn, i per n ≥ 2 té n! / 2 elements. El grup Sn és el producte semidirecte de An i qualsevol subgrup generat per una única transposició.
A més, totes les permutacions es poden escriure com a producte de transposicions adjacents, és a dir, transposicions de la forma {\displaystyle (a~a+1)}. Per exemple, la permutació g de damunt també es pot escriure com g = (4 5)(3 4)(4 5)(1 2)(2 3)(3 4)(4 5). La representació d'una permutació com a producte de transposicions adjacents tampoc és única.

## Cicles
Un cicle és una permutació f per a la qual existeix un element x de {1,...,n} tal que x, f(x), f²(x), ..., fk(x) = x són els únics elements moguts per f. La permutació h definida per
{\displaystyle h={\begin{pmatrix}1&2&3&4&5\\4&2&1&3&5\end{pmatrix}}}
és un cicle, donat que h(1) = 4, h(4) = 3 i h(3) = 1, deixant 2 i 5 intactes. Aquest cicle es denota (1 4 3). La longitud d'aquest cicle és tres. L'ordre d'un cicle és igual a la seva longitud. Els cicles de la llargada dos són les transposicions. Dos cicles són disjunts si mouen elements diferents. Els cicles disjunts commuten, per exemple en S₆ es té (3 1 4)(2 5 6) = (2 5 6)(3 1 4). Tots els elements de Sn es poden escriure com a producte de cicles disjunts; aquesta representació és única tret de l'ordre dels factors.

## Classes conjugades
Les classes conjugades de Sn corresponen a les estructures cícliques de permutacions; és a dir, dos elements de Sn són conjugar a Sn si i només si consten del mateix nombre de cicles disjunts de les mateixes llargades. Per exemple, en S₅, (1 2 3)(4 5) i (1 4 3)(2 5) són conjugades; (1 2 3)(4 5) i (1 2)(4 5) no ho són. Un element que conjuga de Sn es pot construir amb la "notació de dues files" posant les "notacions de cicle" de dos permutacions conjugades l'una a sobre l'altra. Continuant amb l'exemple previ:

A conjugating element of Sn can be constructed in "two line notation" by placing the "cycle notations" of the two conjugate permutations on top of one another. Continuing the previous example:
{\displaystyle k={\begin{pmatrix}1&2&3&4&5\\1&4&3&2&5\end{pmatrix}}}
Que es pot escriure com a producte de cicles, és a dir:
(2 4)
Llavors aquesta permutació relaciona (1 2 3)(4 5) i (1 4 3)(2 5) via conjugació, és a dir
(2 4)(1 2 3)(4 5)(2 4)=(1 4 3)(2 5)
És clar que aquesta mena de permutació no és única.

## Exemples
El grup S₃ és isomorf al grup de simetries de reflexió i rotació d'un triangle equilàter, donat que aquestes simetries permuten els tres vèrtexs del triangle. Els cicles de la llargada dos corresponen a reflexions, i els cicles de la llargada tres són rotacions.
Per a una llista d'elements de S₄, vegeu notació de Cicle. Les rotacions pròpies d'un cub, formen un grup isomorf amb S₄. En aquest cas, els objectes que permuten són les quatre diagonals del cub.
Els grups simètrics són grups Coxeter i grups de reflexió. Es poden considerar com a grup de reflexions respecte a hiperplans {\displaystyle x_{i}=x_{j},1\leq i<j\leq n}. Els grups de Braid Bn admeten grups simètrics Sn com grups quocient.
El teorema de Cayley estableix que tots els grups G són isomorfs a un subgrup del grup simètric dels elements de G.

### Elements
Certs elements del grup simètric són especialment interessants.
La permutació que inverteix l'ordre dels elements:
{\displaystyle {\begin{pmatrix}1&2&\cdots &n\\n&n-1&\cdots &1\end{pmatrix}}}
Aquest és l'únic element màxim respecte de l'ordre de Bruhat i l'element més llarg del grup simètric respecte del conjunt generador format per les transposicions adjacents (i i+1), 1 ≤ i ≤ n−1.
És una involució i consta de {\displaystyle \lfloor n/2\rfloor } transposicions (no adjacents): {\displaystyle (1\,n)(2\,n-1)\cdots }, o {\displaystyle \sum _{k=1}^{n-1}k={\frac {n(n-1)}{2}}} transposicions adjacents: {\displaystyle (n\,n-1)(n-1\,n-2)\cdots (2\,1)(n-1\,n-2)(n-2\,n-3)\cdots },
per tant el seu signe és:
{\displaystyle {\mbox{sgn}}(\rho _{n})=(-1)^{\lfloor n/2\rfloor }=(-1)^{n(n-1)/2}={\begin{cases}+1&n\equiv 0,1{\pmod {4}}\\-1&n\equiv 2,3{\pmod {4}}\end{cases}}}
que és periòdic respecte de n amb període 4.
En {\displaystyle S_{2n}}, la barreja perfecta és la permutació que parteix el conjunt en dues piles u les intercala. El seu signe també és {\displaystyle (-1)^{\lfloor n/2\rfloor }}.
Fixeu-vos que la permutació que inverteix l'ordre de n elements i la permutació que dona la barreja perfecta de 2n elements tenen el mateix signe; això és important per a la classificació de les algebres de Clifford, que són periòdiques de període 8.

## Grup d'automorfismes
Per a {\displaystyle n\neq 2,6}, {\displaystyle S_{n}} és un grup complet: el seu centre i el seu automorfisme de grup extern són tots dos trivials.
Per a n = 2, l'automorfisme de grup és trivial, però {\displaystyle S_{2}} no és trivial (és isomorf a {\displaystyle C_{2}}, que és abelià).
Per a n = 6, té un automorfisme extern d'ordre 2: {\displaystyle {\mbox{Out}}(S_{6})=C_{2}}, i l'automorfisme de grup és un producte semidirecte: {\displaystyle {\mbox{Aut}}(S_{6})=S_{6}\rtimes C_{2}}.